# オーウェン・ティーグ
オーウェン・ウィリアム・ティーグ（Owen William Teague, 1998年12月8日 - ）は、アメリカ合衆国の俳優。身長180cm。

## バイオグラフィー
1998年12月8日フロリダ州タンパ生まれ。 両親が音楽家で、15歳までヴァイオリンを弾いていた。

## フィルモグラフィー

### 映画
- 2013 : コンテスト
- 2014 : ラベル: 歴史を変えた船
- 2015 : エコーズ・オブ・ウォー
- 2015 : ウォルト・ビフォア・ミッキー
- 2015 : ワイルド・イン・ブルー
- 2016 : セル
- 2017 : IT/イット “それ”が見えたら、終わり。
- 2018 : エブリデイ
- 2019 : フロッグ
- 2019 : ヴァイパーを継ぐ
- 2019 : IT/イット THE END “それ”が見えたら、終わり。
- 2019 : 死霊船 メアリー号の呪い
- 2020 : エンプティ・マン
- 2021 : モンタナ・ストーリー
- 2022 : ゴーン・イン・ザ・ナイト
- 2022 : To Leslie トゥ・レスリー
- 2023 : アイリーン
- 2023 : あなたは私を傷つけた
- 2023 : レプタイル -蜥蜴-
- 2024 : 猿の惑星/キングダム

### TV
- 2012 : マリブカントリー
- 2013 : カレッジユーモア
- 2013 : NCIS:LA 〜極秘潜入捜査班
- 2014 : 無謀
- 2015 : BONES -骨は語る-
- 2015–2017 : BLOODLINE ブラッドライン
- 2016 : マーシー・ストリート
- 2017 : ブラック・ミラー
- 2019 : フレッチャー夫人
- 2020–2021 : ザ・スタンド